# Двуреченський Валентин Іванович
Валентин Іванович Двуреченський (7 січня 1936, село Большая Алексєєвка, тепер Петровського району Тамбовської області, Російська Федерація — 2 вересня 2014, місто Костанай, Казахстан) — радянський і казахський діяч, секретар ЦК КП Казахстану, міністр сільського господарства Казахської РСР (Республіки Казахстан). Депутат Верховної ради Казахської РСР 11—12-го скликань. Кандидат економічних наук (1995), професор, член-кореспондент Казахської академії сільськогосподарських наук (1997), академік міжнародної академії аграрної освіти (2001).

## Життєпис
Народився в селянській родині.
У 1962 році закінчив Плодоовочевий інститут імені Мічуріна за спеціальністю вчений-агроном.
У 1962—1967 роках — головний агроном радгоспу «Раздольный» Аулієкольського району Кустанайської області.
Член КПРС з 1966 року.
У 1967—1970 роках — головний агроном радгоспу «Буревісник» Наурзумського району Кустанайської області.
У 1970—1973 роках — директор радгоспу «Шевченківський» Джетигаринського району Кустанайської області.
У 1973—1975 роках — 1-й заступник начальника Кустанайського обласного управління сільського господарства.
У 1975—1981 роках — начальник Кустанайського обласного управління сільського господарства.
У 1982 році закінчив Академію народного господарства СРСР при Раді міністрів СРСР.
У 1982—1985 роках — 1-й секретар Урицького районного комітету КП Казахстану Кустанайської області.
У 1985—1989 роках — 2-й секретар Кустанайського обласного комітету КП Казахстану.
12 вересня 1989 — 11 лютого 1991 року — секретар ЦК КП Казахстану та голова комісії ЦК КП Казахстану із аграрних питань. Одночасно, з червня 1990 по січень 1991 року — завідувач відділу аграрної політики ЦК КП Казахстану.
У грудні 1990 — червні 1992 року — міністр сільського господарства Казахської РСР (Республіки Казахстан).
Член Народно-демократичної партії «Нур Отан».
З лютого 1992 року — генеральний директор НВО «Кустанайське», директор дослідно-виробничого господарства «Зарічне», директор ТОВ «Костанайський науково-дослідний інститут сільського господарства».
З 2003 року — професор Костанайського державного університету імені О. Байтурсинова. З жовтня 2007 року — виконавчий директор ТОВ «Північно-Західний науково-виробничий центр сільського господарства» АТ «КазАгроІнновація».
Помер 2 вересня 2014 року в місті Костанаї. Похований на міському цвинтарі Костаная.
З 2020 року Костанайський сільськогосподарський інститут названий на його честь.

## Наукова діяльність
У 1995 році захистив кандидатську дисертацію на тему «Формування ринку зерна в умовах багатоукладної економіки».
Автор книг «Формування ринку зерна» (Алмати, 1995), «Для тебе, хазяїн землі» (Костанай, 2003), рекомендацій «Технологія обробітку сільськогосподарських культур у системі збереження землеробства» (2010); 50 статей.
Власник патентів «Сошник-прорізувач Двурученського» (2007), «Спосіб безорної обробки ґрунту в паровому полі» (2010), «Спосіб обробітку ярих зернових культур» (2010), «Сошник для безорної обробки ґрунту» (2010).

## Нагороди
- Герой Праці Казахстану (Казахстан) (11.11.2011)
- орден «Отан» (Казахстан) (1999)
- орден «Парасат» (Казахстан) (2005)
- орден Леніна (1976)
- три ордени Трудового Червоного Прапора
- орден «Знак Пошани»
- медалі
- Почесна грамота Президії Верховної ради Казахської РСР
- Заслужений агроном Казахської РСР